# Sandu-kormány
A Sandu-kormány Moldova kormánya, amely 2019. június 8. és november 14. között volt hivatalban.

## Kormányösszetétel
A Sandu-kormány összetétele 2019. június 8-tól:
| Név                                                                 | Hivatal kezdete  | Hivatal vége   | Párt           | Megjegyzés     |
| Miniszterelnök                                                      | Miniszterelnök   | Miniszterelnök | Miniszterelnök | Miniszterelnök |
| ------------------------------------------------------------------- | ---------------- | -------------- | -------------- | -------------- |
| Maia Sandu                                                          | 2019. június 8.  | november 14.   | PAS            |                |
| Felzárkóztatásért felelős miniszterelnök-helyettes                  |                  |                |                |                |
| Vasilii Șova                                                        | 2019. június 8.  | november 14.   | PSRM           |                |
| Belügyminiszter ( egyben miniszterelnök-helyettes )                 |                  |                |                |                |
| Andrei Năstase                                                      | 2019. június 8.  | november 14.   | PPDA           |                |
| Egészségügyi, munkaügyi és népjóléti miniszter                      |                  |                |                |                |
| Ala Nemerenco                                                       | 2019. június 8.  | november 14.   | független      |                |
| Gazdasági és infrastrukturális miniszter                            |                  |                |                |                |
| Vadim Brînzan                                                       | 2019. június 8.  | november 14.   | független      |                |
| Igazságügy-miniszter                                                |                  |                |                |                |
| Stanislav Pavlovschi                                                | 2019. június 8.  | június 23.     | PPDA           |                |
| Olesea Stamate                                                      | 2019. június 24. | november 14.   | független      |                |
| Kül- és európai integrációs miniszter                               |                  |                |                |                |
| Nicolae Popescu                                                     | 2019. június 8.  | november 14.   | független      |                |
| Mezőgazdasági, regionális fejlesztési és környezetvédelmi miniszter |                  |                |                |                |
| Georgeta Mincu                                                      | 2019. június 8.  | november 14.   | független      |                |
| Oktatási, művelődési és kutatási miniszter                          |                  |                |                |                |
| Liliana Nicolaescu-Onofrei                                          | 2019. június 8.  | november 14.   | PAS            |                |
| Pénzügyminiszter                                                    |                  |                |                |                |
| Natalia Gavrilița                                                   | 2019. június 8.  | november 14.   | PAS            |                |
| Védelmi miniszter                                                   |                  |                |                |                |
| Pavel Voicu                                                         | 2019. június 8.  | november 14.   | PSRM           |                |
| A Gagauz Autonóm Terület kormányzója mint a kormány tagja           |                  |                |                |                |
| Irina Vlah                                                          | 2019. június 8.  | november 14.   |                |                |

## Története

### Megalakulása
A 2019 februárjában megtartott parlamenti választást követően az ország hónapokra politikai patthelyzetbe került, mivel egyik politikai pártnak sem sikerült kormányt alakítani. A helyzet megoldása érdekében az alkotmánybíróság úgy határozott, hogy amennyiben június 7-ig nem alakul meg az új kormány, a parlamentet fel kell oszlatni, és a törvényhozók által hozott, a kormányalakítással kapcsolatos minden döntés érvényét veszti. A megegyezés így is az év közepéig váratott magára, mikoris az Európai Unió-párti ACUM (Most) pártszövetség – a Méltóság és Igazság Platform Párt (PPDA) és az Akció és Szolidaritás Párt (PAS) –, valamint az Oroszország által támogatott Moldovai Köztársaság Szocialistáinak Pártja (PSRM) megegyezett (június 8.), hogy koalíciós kormányt alakítanak és támogatják a korábbi oktatási miniszter és világbanki tanácsadó, Maia Sandu kormányfői kinevezését, s az így kialakult alkotmányjogi patthelyzetet az alkotmánybíróság azzal oldotta fel (június 15.), hogy semmissé tette azokat a korábbi határozatait, amelyek megkérdőjelezték az újonnan megalakult kormány legitimitását.

### A kabinet bukása
A sebtében létrehozott kormánykoalíció – mindössze öt hónappal beiktatása után, már november közepén – megbomlott. A korrupció felszámolása érdekében a kormányfő a parlamenti szakbizottság segítségével igyekezett lecserélni a legfelsőbb bíróság és a legfelsőbb ügyészség tagjait, mivel utóbbiakat még az ACUM által korrupt oligarchának megbélyegzett Vlad Plahotniuc vezette demokrata párti (PDM) kormány nevezte ki 2018 előtt. A parlamenti szakbizottság viszont blokkolta az új bírák és ügyészek kinevezését, erre válaszul – a használatos jogszabálytól eltérően, miszerint az államfő a kormányfő javaslatára nevezi ki ezen tisztségviselőket – a miniszterelnök kormányrendeleti jogkörbe tervezte vonni azok kiválasztását. A kormánykoalíciós partner szocialisták, Igor Dodon államfő vezetésével, ezt a szándékot alkotmányellenesnek ítélték meg, és a 2019. november 12-i bizalmatlansági indítvány eredményeként megbuktatták a Sandu-kabinetet.